# Kolczonay Ervin
Dr. Kolczonay Ervin filmproducer az 1940-es évek magyar filmgyártásának fontos szereplője, Dajka Margit második férje. 1946.április 25-én a kommunista zaklatás elől Franciaországba emigrált, ahol műkereskedelemmel foglalkozott és a La Galerie Saint Louis en l’Isle-t vezette.

## Fontosabb filmjei
1. 2 X 2 (1944)
2. Egér a palotában (1943)
3. Szerelmi láz (1943)
4. Zenélő malom (1943) – dr. Kolczonay Ernő néven